# Euproserpinus
Euproserpinus is een geslacht van vlinders uit de onderfamilie Macroglossinae van de familie pijlstaarten (Sphingidae).

## Soorten
- Euproserpinus euterpe Edwards, 1888
- Euproserpinus phaeton Grote & Robinson, 1865
- Euproserpinus wiesti Sperry, 1939